# Forbush Lake
Forbush Lake är en sjö i Kanada.   Den ligger i provinsen British Columbia, i den sydvästra delen av landet, 3 700 km väster om huvudstaden Ottawa. Forbush Lake ligger 162 meter över havet.
I omgivningarna runt Forbush Lake växer i huvudsak barrskog. Runt Forbush Lake är det mycket glesbefolkat, med 3 invånare per kvadratkilometer.